# 2022年の科学
2022年の科学（2022ねんのかがく）では、2022年（令和4年）の科学分野に関する出来事について記述する。

## できごと

### 1月
- 1月4日 - およそ3600年前に発生したミノア噴火に伴う津波の犠牲者の遺体が発見されたことを報告する論文が『米国科学アカデミー紀要』に掲載された[1][2]。
- 1月6日 - カリフォルニア大学などの研究チームが銀河NGC 5731に存在した赤色巨星の観測において、超新星爆発を史上初めて、リアルタイムで観測したと報告する論文を発表した[3]。
- 1月10日 - メリーランド大学が、拒絶反応を抑える遺伝子操作を施したブタの心臓を57歳の男性に移植する手術を行ったことを発表した。ブタの組織や他の臓器の移植は前例があるものの、ブタの心臓をヒトに移植するのは世界初の事例となった[4]。なお、男性は2か月後に亡くなった[5]。
- 1月11日 - 欧州宇宙機関（ESA）の宇宙望遠鏡CHEOPSの観測によって、恒星WASP-103の潮汐力によってラグビーボールのように変形した太陽系外惑星WASP-103bを発見したと発表された[6][7]。
- 1月12日 - 太陽系を取り囲む局所泡と呼ばれる構造についてモデル化し、その成り立ちを1400万年前に連続した超新星爆発が星間物質を押しだして形成されたものだと説明する論文が『ネイチャー』誌に発表された[8][9]。1月12日：太陽系の局所泡構造の成り立ちが解明された。

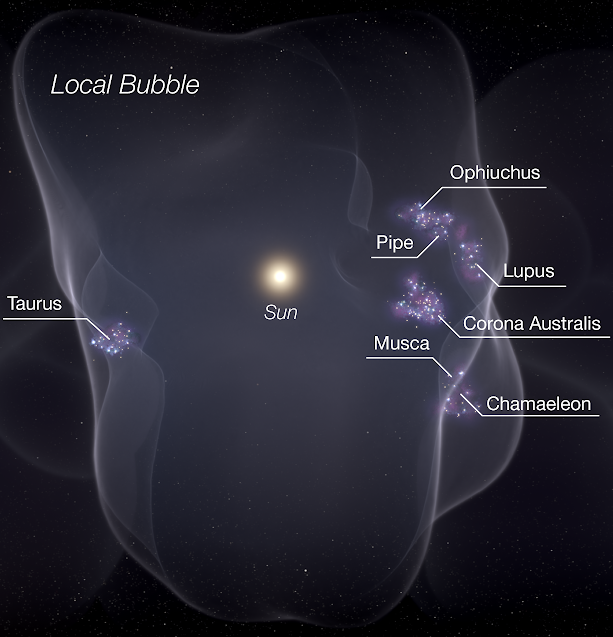
1月12日：太陽系の局所泡構造の成り立ちが解明された。

- 1月13日 - ドイツのアルフレッド・ウェゲナー極地海洋研究所による研究で、南極海の海底で、コオリウオ科に属するカラスコオリウオと呼ばれる魚の、巨大な繁殖地が発見された。およそ6000個の巣があると推定されている[10][11]。
- 1月14日 - 慶應義塾大学が、iPS細胞を用いて作られた神経細胞を脊髄損傷の患者に移植することに、世界で初めて成功した。これまでは脊髄損傷に有効な治療法は確立されていなかった[12]。
- 1月20日
  - 理化学研究所などの研究で、シリコン半導体を用いたチップを使う量子コンピュータでの高い計算精度の実現に成功し、実用化基準を上回った[13][14]。
  - UNESCOが、南太平洋のタヒチ沖でこれまで知られていなかった長さ3kmにも及ぶサンゴ礁を発見したと発表した[15][16]。
- 1月24日 - 2021年12月に打ち上げられたジェイムズ・ウェッブ宇宙望遠鏡が目的地のラグランジュ点に到着したとNASAが発表した[17][18]。1月24日：JWSTがラグランジュ点に到着した。

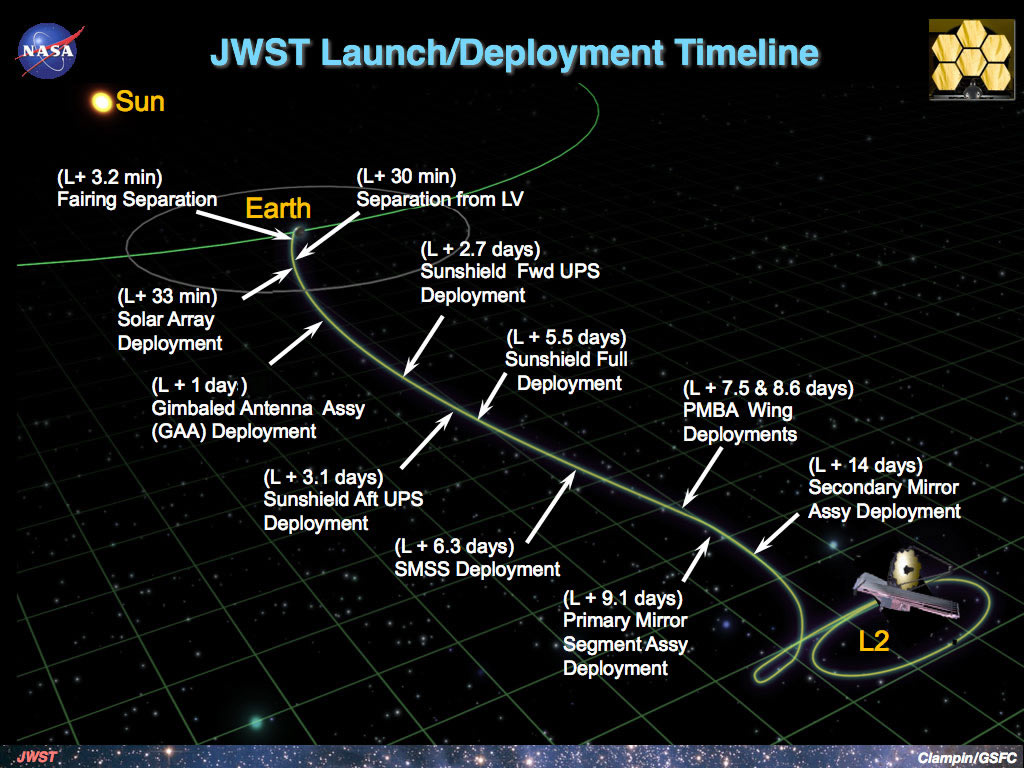
1月24日：JWSTがラグランジュ点に到着した。

- 1月26日 - オーストラリアの国際電波天文学研究センター（英語版）による観測で、18分に1回という頻度で、地球に向けて膨大なエネルギーを放出している突発天体が見つかったと報告された。この明滅はこれまでに報告されたどの突発天体とも異なるパターンで、新たな形態の中性子星や白色矮星が考えられた[19][20]。
- 1月27日
  - タフツ大学の研究で、本来は再生能力のない成体のアフリカツメガエルの切断された足を再生させることに成功したと発表した[21][22]。
  - ロボットが人の手を借りずに腹腔鏡手術を成功させたとジョンズ・ホプキンス大学が発表した[23][24]。

### 2月
- 2月1日 - 東京大学や東京工業大学などの大学が参加した国際共同研究で、塩化ルテニウムにおいて磁場方向にその現れやすさが依存したマヨラナ粒子を観測したと発表した。また、この粒子の振る舞いが、アレクセイ・キタエフによる理論的予測とも一致することも確認された[25][26]。
- 2月2日 - 国際宇宙ステーション（ISS）が2031年までに運用を終了し、その後は太平洋のポイント・ネモに落下させる計画が発表された[27]。
- 2月8日
  - ユニヴァーシティ・カレッジ・ロンドンを中心とする研究チームが、地球から117光年離れた白色矮星WD 1054-226（英語版）のハビタブルゾーン内を公転する太陽系外惑星が存在する証拠を発見した[28][29]。
  - アメリカ海洋大気庁（NOAA）が1月に公表したデータによると、地球の大気中のメタン濃度が人類史上初めて1900ppbを超え、産業革命前の3倍以上の水準に達したことが分かった[30]。
- 2月9日
  - 人工知能が、瞬時に決定を行う必要がある分野での応用の研究の一環として、レースゲーム「グランツーリスモ」で人間のトッププレイヤー4人と対戦し、勝利した[31]。
  - 欧州トーラス共同研究施設（JET）の実験で、核融合によっておよそ11メガワットのエネルギーを5秒間にわたって取り出すことに成功したと発表した。これは核融合で取り出されたエネルギー量の過去最大量を2倍以上更新するという画期的な結果となった[32][33][34]。

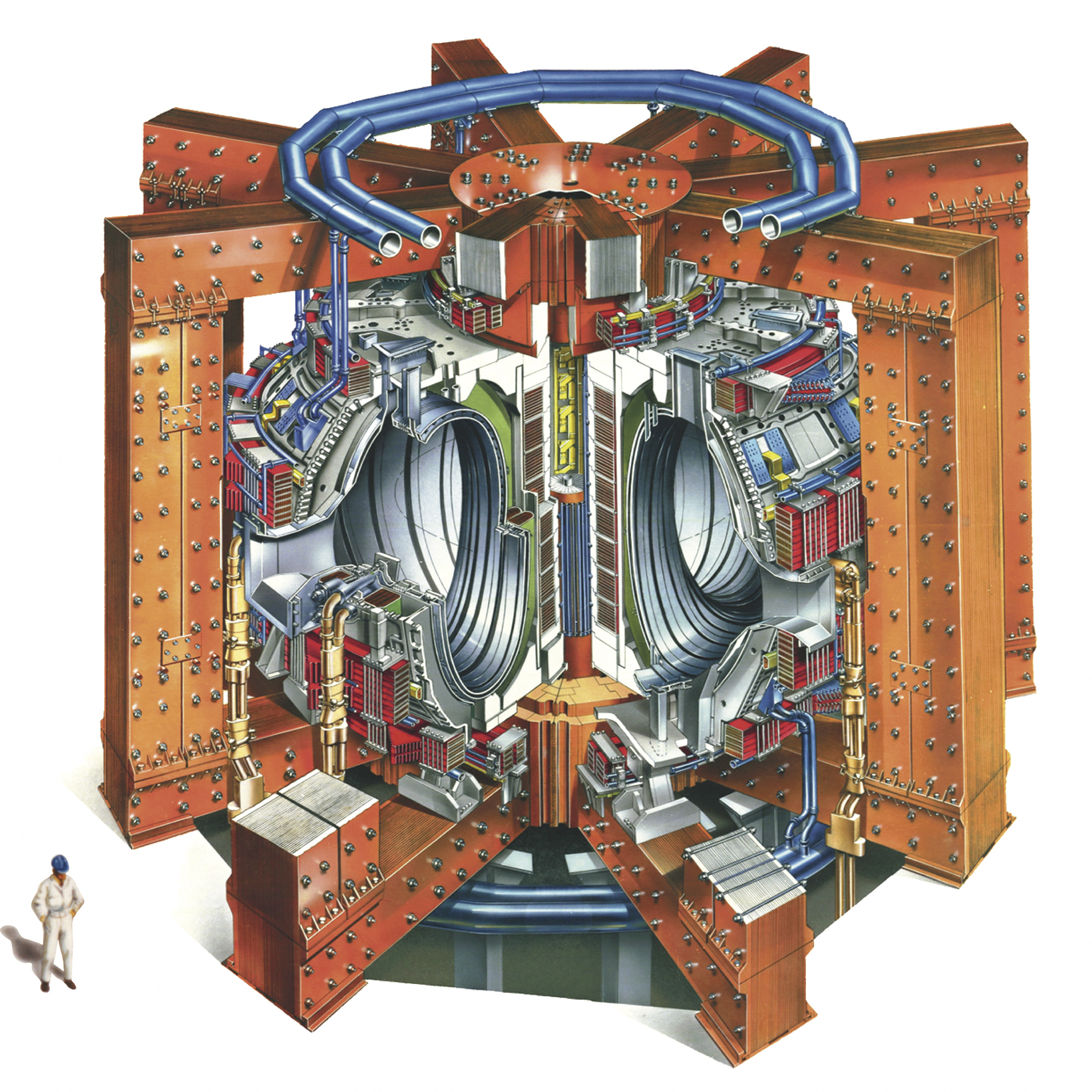
2月9日：JETの実験で、核融合によってこれまでで最大量のエネルギーを取り出すことに成功した。

- 2月10日 - ヨーロッパ南天天文台の観測によって、太陽系から最も近い恒星プロキシマ・ケンタウリを公転する、3つ目の太陽系外惑星プロキシマ・ケンタウリdの存在が確認された[35]。
- 2月11日
  - オーストラリア政府は、森林火災や干ばつによって生息地が急激に減っていることや気候変動などの理由から、コアラの保全状況を危急種から絶滅危惧種に変更した[36][37]。
  - ライデン大学などの研究チームが、天の川銀河のおよそ153倍の大きさである、観測史上最大の構造を持つ銀河「アルキュオネウス」を発見したと発表した[38]。
- 2月14日 - ニュートリノの質量が、実験によって0.9電子ボルト以下であることが明らかとなり、この素粒子の質量の上限が示された[39]。
- 2月17日 - 蚊は、一度非致死量の殺虫剤に曝露されると、殺虫剤に対して回避行動をとることが報告された[40]。
- 2月21日 - iPS細胞を用いた京都大学の研究で、アルツハイマー病に関連する24の遺伝子を特定したと発表された[41][42]。
- 2月23日
  - 恐竜を絶滅させたとされる地球への小惑星の衝突は、北半球の春の季節の出来事であったことが分かった[43][44]。
  - ローレンス・バークレー国立研究所の研究で、他の同位体が存在しない純粋なケイ素²⁸Siは、3つの同位体が含まれる自然界での状態のケイ素よりもおよそ150%熱伝導率が高いことが示され、コンピュータチップの冷却性能を向上させる可能性があることが発表された[45]。
- 2月28日 - 気候変動に関する政府間パネル（IPCC）が第6次評価報告書第２部を発表し、人為的な気候変動が広く悪影響を与えており、多くの影響は「不可逆的」だと結論付けた[46]。

### 3月
- 3月9日 - 精華大学などの研究で、グラフェンと硫化モリブデン(IV)を使って、炭素原子1個分の大きさのトランジスタゲートを作製したと発表された[47][48]。
- 3月11日 - 地球近傍小惑星2022 EB5が、地球に衝突する2時間前に発見された。この小惑星は同日21時22分（UTC）にノルウェー海上空で大気圏に突入し消滅した[49]。小惑星が地球に衝突する前に発見されたのは5例目となった[50]。
- 3月21日 - NASAは、これまでに存在が確認された太陽系外惑星の数が5000を超えたと発表した[51]。
- 3月24日 - アムステルダム大学などの研究で、初めて人の血液中からポリエチレンテレフタラートやポリスチレン、ポリエチレンなどから成るマイクロプラスチックが検出された[52]。
- 3月25日 - 遠紫外線ライトが、5分間で空気中の病原体を98%減少させることが実証された[53][54]。
- 3月30日 - ハッブル宇宙望遠鏡の観測により、地球から129億光年の距離にあるエアレンデルが、既知の恒星の中で最遠であることが報告された[55]。
- 3月31日 - ケプラー宇宙望遠鏡の観測データから、「重力マイクロレンズ法」という手法で初めて、太陽系外惑星が発見された。この惑星はおよそ1万7000光年離れた木星型惑星で、K2-2016-BLG-0005Lbと呼ばれている[56][57]。

### 4月
- 4月1日 - これまで解読が困難であった8%の区間も含め、ヒトゲノムの完全解読に成功したことが公表された[58][59][60]。

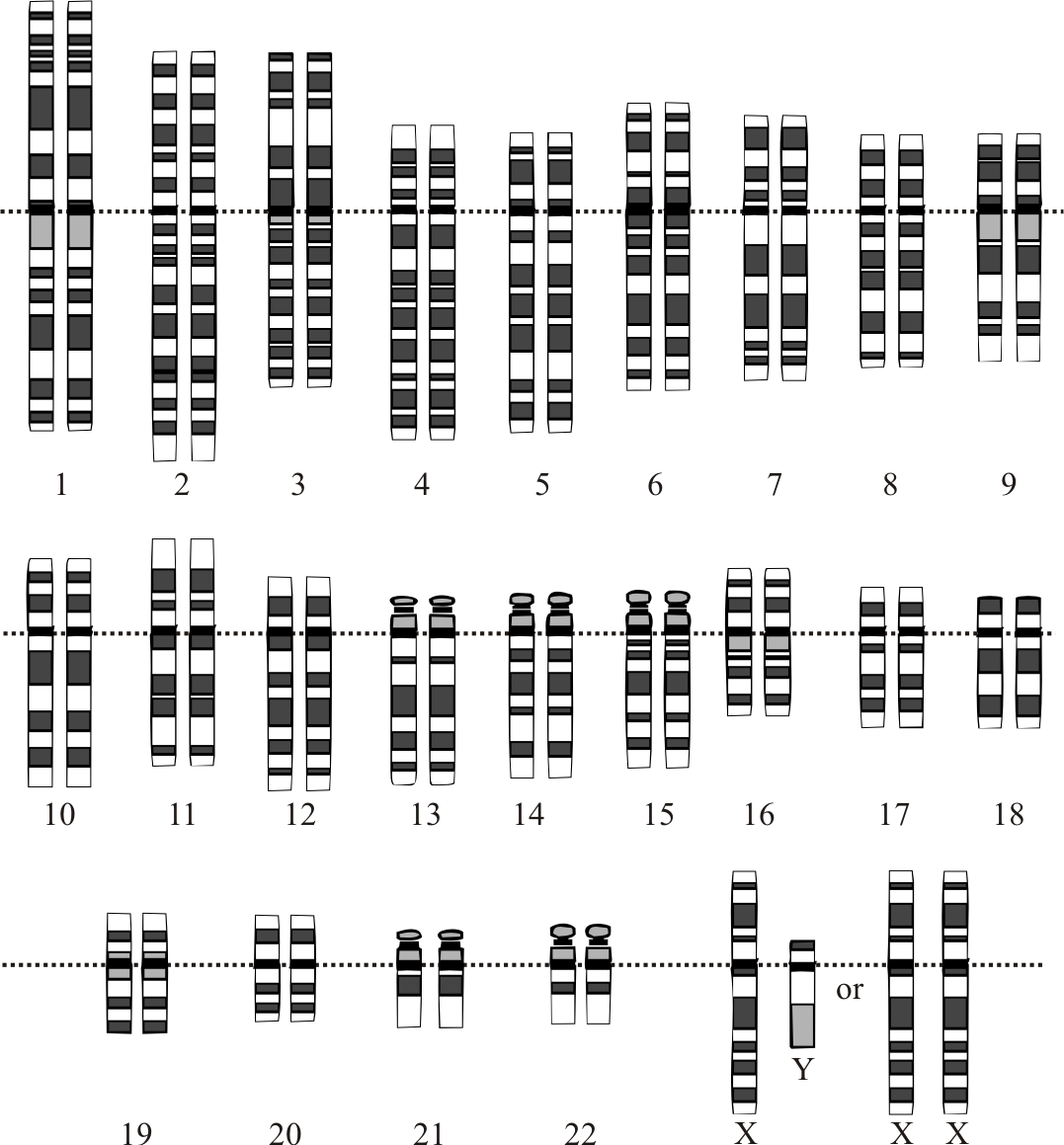
4月1日：ヒトゲノムが完全解読された。

- 4月6日 - 2014年1月8日に太平洋に落下した隕石CNEOS 2014-01-08について、その軌道の分析を行ったところ、太陽系外からの恒星間天体であることが明らかとなった[61]。
- 4月7日
  - 東京大学などの研究で、地球からおよそ135億光年（宇宙の膨張を考慮に入れると334億光年）離れた場所に位置する、既知の天体として最遠の可能性がある銀河HD1の発見が報告された[62]。
  - フェルミ国立加速器研究所による10年間の研究で、素粒子Wボソンの質量が、標準理論による理論値と大きくずれていると発表された[63][64][65]。
- 4月16日 - ミシガン大学による分析で、Long COVIDと呼ばれる新型コロナウイルス感染後の後遺症の世界的な有病率は43%であり、その最も一般的な症状は慢性疲労症候群と記憶障害であることが示唆された[66]。
- 4月18日 - 大阪大学の研究で、iPS細胞を使った椎間板組織の再生をラットで成功させたと発表された[67]。
- 4月22日 - スイスのジュネーヴにある欧州原子核研究機構（CERN）の大型ハドロン衝突型加速器が改良工事を終了し、この日運転を再開した[68]。
- 4月26日
  - アデニン、グアニン、シトシン、チミン、ウラシルなどを含んだプリン塩基や核酸塩基を隕石中から検出されたと報告し、そのような核酸塩基が形成初期の地球で生命の源として機能しうると主張する論文が発表された[69]。
  - 日本の理化学研究所などの研究で、これまで知られていなかった新しいタイプの「エレボーシス」と呼ばれる細胞死が報告された[70][71]。
- 4月27日 - 鳥インフルエンザ「H3N8型」が初めてヒトに感染した最初の症例が中国河南省で確認された[72]。

### 5月
- 5月9日
  - 東京大学の研究で、量子制御下での熱力学第二法則とゆらぎの定理という非平衡力学の2つの基本法則を導出したと報告された[73]。
  - 金沢大学の研究で、長らく実在が確認されていなかったテトラフェニルアンモニウムの合成に成功したと報告された[74][75]。
  - NASAの火星探査機「インサイト」が、火星でマグニチュード5と推定される、火星における観測史上最大の地震を検出したと発表された[76]。
- 5月11日
  - ロチェスター大学がフェムト秒レベルで計算する論理ゲートを開発したと報告された[77]。
  - 東京都立大学と京都大学の研究で、イソホロンジアミン（英語版）を用いて空気中から二酸化炭素を従来の2倍以上の速さで除去できる新たなシステムを開発したと発表された[78]。
- 5月12日
  - 天の川銀河の中心にあるブラックホールであるいて座A*が、イベントホライズンテレスコープを中心とした国立天文台を含む世界80の研究機関からなるチームによってはじめて撮影された[79][80][81]。
  - フロリダ大学などの研究で、アポロ計画で持ち帰った月の土壌を使い、初めてシロイヌナズナが栽培された[82]。植物が月の土壌で栽培されたのは初めて。植物はストレスを示し始め発育不全になった[83]。

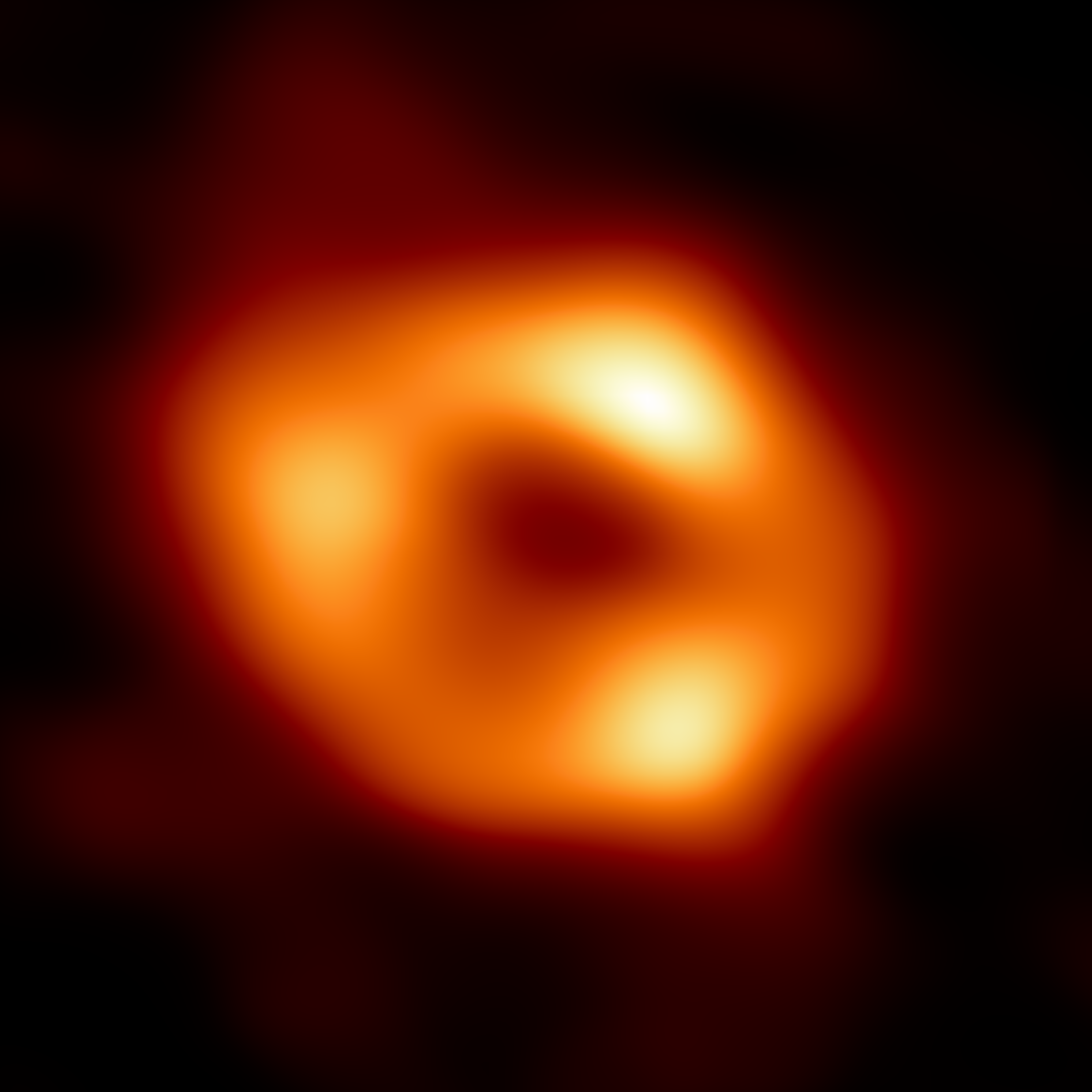
5月12日：天の川銀河の中心に位置するブラックホール「いて座A*」が初めて撮影された。

- 5月13日 - 東京大学の研究チームが、フッ素を含んだ有機化合物を使って海水を淡水にする分子チューブを作製したと報告した[84]。
- 5月17日 - ミシガン大学の研究で、恒星HD 222925から単独の星から検出された中では最多となる65種類の元素が検出されたと発表された[85]。
- 5月19日
  - CERNのALICEコラボレーションが、量子色力学に基づいて予測されていた「デッドコーン効果」と呼ばれる現象を初めて観測したと発表した[86]。
  - 名古屋大学の研究で、メビウスの輪のようにひねりをもったカーボンナノベルトを世界で初めて合成に成功した[87]。
- 5月21日 - コロラド大学の研究で、グラフィン（英語版）の合成が初めて報告された[88]。
- 5月26日 - ワイツマン科学研究所の研究により、以前は気候変動により南半球で2080年以降に発生すると予測されていたレベルの暴風雨が既に確認されていることが分かった[89]。
- 5月30日 - スーパーコンピュータのランキングTOP500が更新され、オークリッジ国立研究所が開発した「Frontier」が、理化学研究所の「富岳」の性能を上回り、世界初のエクサスケールコンピュータとなった[90][91]。5月30日：米国で開発されたFrontierが世界初のエクサスケールコンピュータとなった。

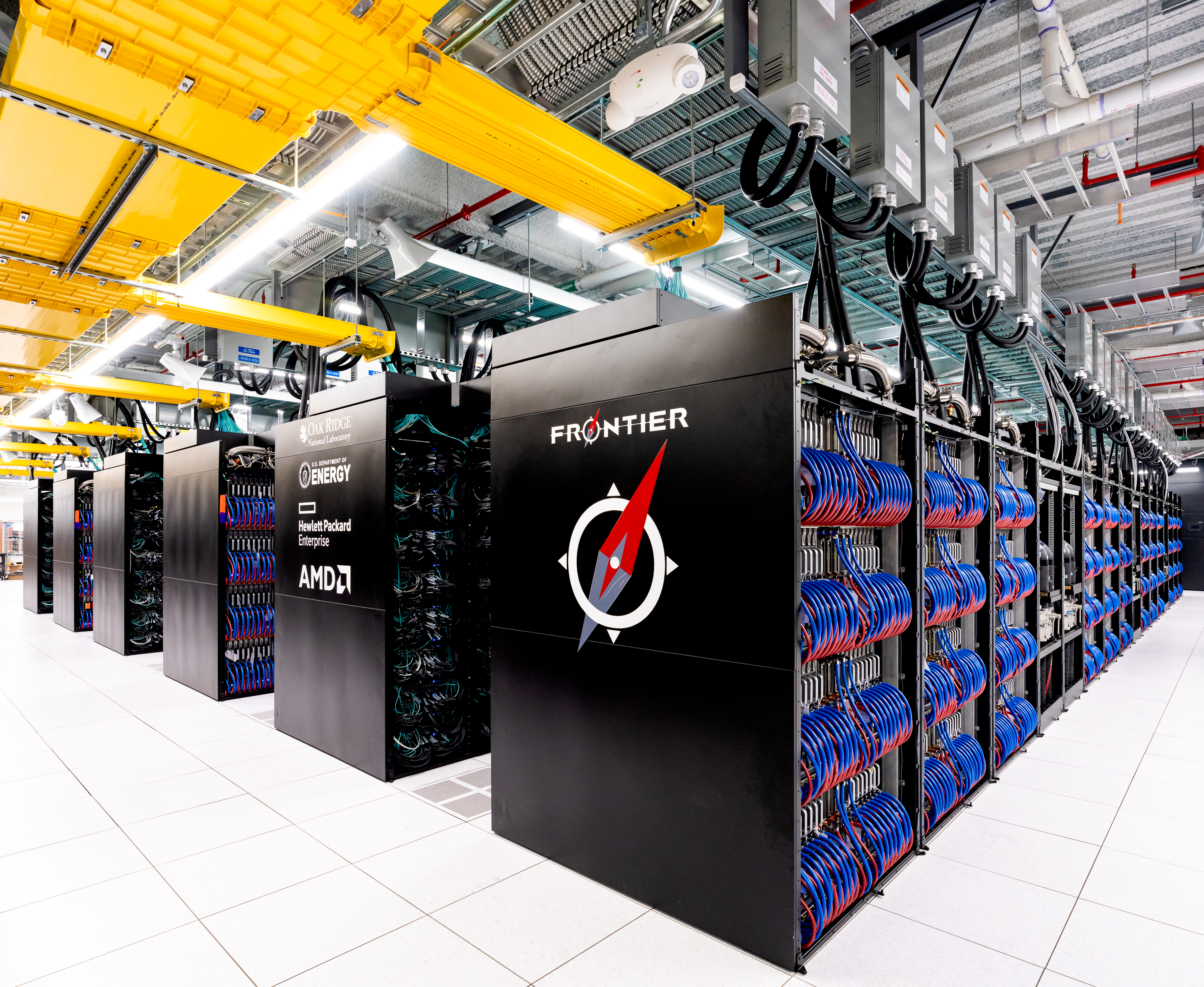
5月30日：米国で開発されたFrontierが世界初のエクサスケールコンピュータとなった。

### 6月
- 6月6日 - ニューサウスウェールズ大学とロイヤルメルボルン工科大学の研究で、融点が低いガリウムに少量の白金を加えることで、常温で液体の白金触媒を開発した[92][93]。
- 6月10日
  - 岡山大学などの研究で、日本の小惑星探査機はやぶさ2が地球に持ち帰った試料から、23種類のアミノ酸が検出されたことがこの日に正式に発表された[94]。
  - 北海道大学やJAXAの研究チームによって、はやぶさ2が地球に持ち帰った小惑星リュウグウの試料から水や水の痕跡が検出されたことが発表された。研究成果は『サイエンス』誌に掲載された[95]。
- 6月15日 - J1144-4308（英語版）と呼ばれるブラックホールが、毎秒地球と同等の質量の物質を消費して、過去90億年で最も急速に成長していることが分かった[96]。
- 6月24日 - ローレンス・バークレー国立研究所などの研究で、大きさが2cmにもなる巨大な細菌が発見されたと公表された[97][98]。

### 7月
- 7月1日 - 海洋研究開発機構などの研究で、2021年に駿河湾から発見された新種のヨコヅナイワシが、水深2000mよりも深い場所に生息する世界最大の深海性硬骨魚類であることが明らかとなった[99]。
- 7月5日 - CERNの大型ハドロン衝突型加速器が第3期運転（Run 3）を開始し、3つの未知の粒子を新たに観測した[100]。
- 7月7日 - 東京医科歯科大学などが、オルガノイドを移植して潰瘍性大腸炎の治療を試みる世界初の臨床研究の実施を発表した[101]。
- 7月12日 - 昨年12月に打ち上げられたジェイムズ・ウェッブ宇宙望遠鏡が撮影した最初の画像をNASAが公開した[102][103][104]。

7月12日：ジェイムズ・ウェッブ宇宙望遠鏡からの最初の画像が公開された。この写真は公開された一連の写真の内、イータカリーナ星雲を捉えた一枚。

- 7月21日 - ニューヨーク大学の研究で、フグ毒として知られるテトロドトキシンについて、従来の３分の1の工程と10倍の効率に改善された合成法が開発されたことが報告された[105]。
- 7月28日 - DeepMind社の人工知能「AlphaFold」によって、現在知られているほぼ全てにあたる2億種類以上のタンパク質の立体構造予測に成功したと発表された[106][107]。

### 8月
- 8月1日 - すばる望遠鏡などの観測により、地球からおよそ37光年の距離にあるロス508（英語版）を公転するスーパーアースロス508bが発見されたと報告された[108]。
- 8月6日 - 名古屋大学などの研究で、これまでの検出例の中では最遠となる、およそ120億光年の距離にある銀河周辺の暗黒物質を検出したと報告された[109]。
- 8月16日 - JAXAの小惑星探査機はやぶさ2によって地球に持ち帰られた小惑星リュウグウのサンプルを分析した研究で、試料から炭酸水が検出され、リュウグウの起源が太陽系外縁である説を補強する結果が公表された[110]。
- 8月18日 - イリノイ大学の研究で、複数の遺伝子編集を施された大豆が、光合成の効率を高め、収穫量を2割以上増加させたことが示された[111]。
- 8月24日 - 中国でジュゴンの絶滅が宣言された[112]。
- 8月25日
  - 理化学研究所などの研究で、シリコン量子ビットを用いた量子誤り訂正の実現に成功したと発表した[113]。
  - ジェイムズ・ウェッブ宇宙望遠鏡による観測で、地球からおよそ700光年の距離にある太陽系外惑星WASP-39b（英語版）の大気中に二酸化炭素が存在することが確かめられた[114]。

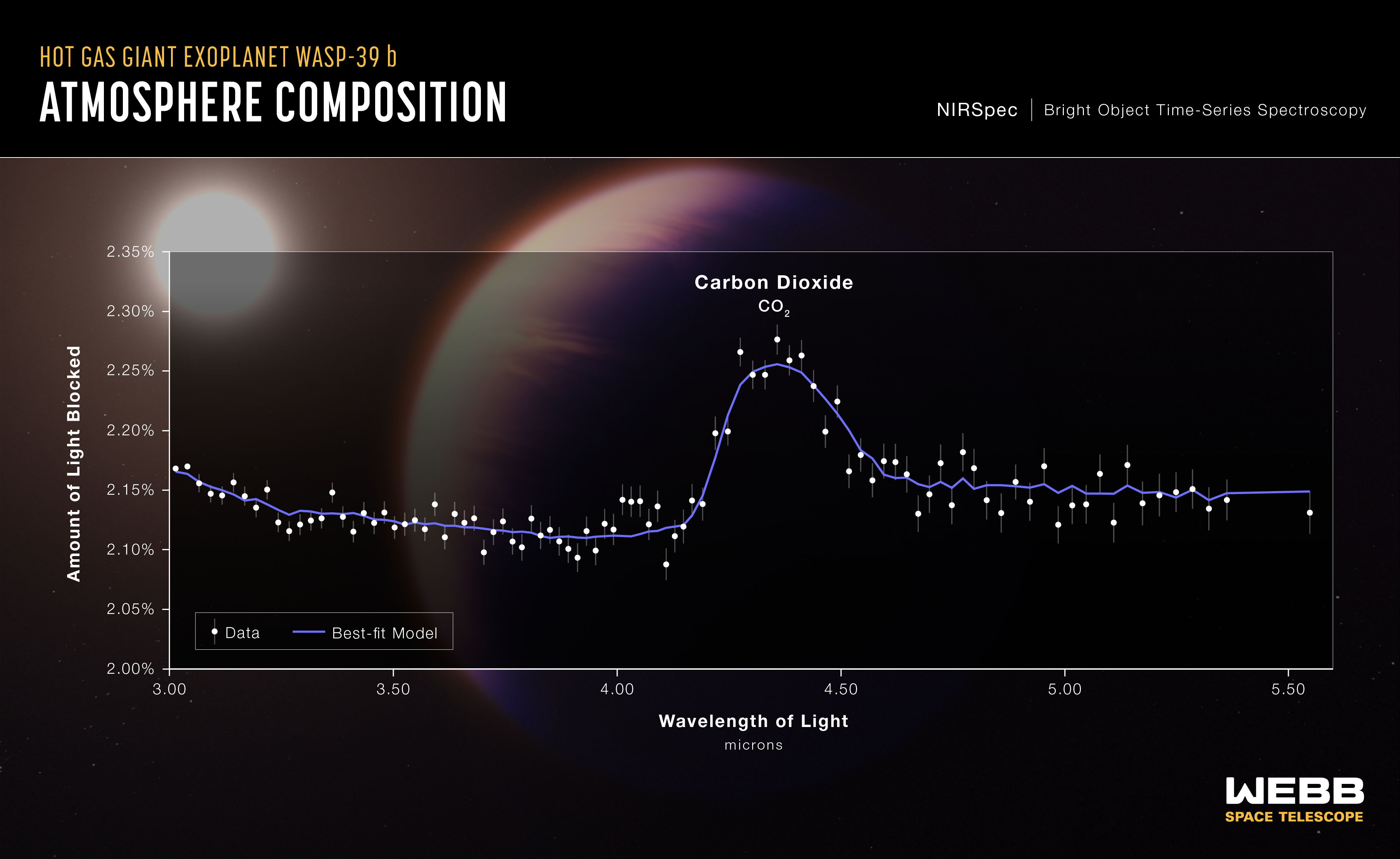
8月25日：ジェイムズ・ウェッブ宇宙望遠鏡の観測で、太陽系外惑星WAPS-39bの大気中に二酸化炭素が存在することが確かめられた。

- 8月29日 - 生物学的に不死であるチチュウカイベニクラゲ（英語版）と、類似しているが若返りをすることがないクラゲのゲノムを比較することで、DNA複製や修復、幹細胞の更新に関わる若返りの重要なメカニズムが報告された[115]。
- 8月31日 - アメリカ合衆国コロラド州で開かれていた美術品評会で、画像生成AI「Midjourney」が生成した絵画が1位を獲得し、物議を醸した[116][117]。

### 9月
- 9月1日 - ジェイムズ・ウェッブ宇宙望遠鏡が、「HIP 65426 b」と呼ばれる太陽系外惑星を直接撮影した[118][119]。
- 9月5日 – 理化学研究所などの研究チームが、薄型の有機太陽電池によって再充電可能な電子部品をマダガスカルゴキブリ（英語版）に搭載し、サイボーグ昆虫を開発したと発表した[120]。
- 9月9日 - 中国の月探査機「嫦娥5号」から地球に持ち帰られたサンプルの中から新たな鉱物が発見され、「嫦娥石」と名付けられたと発表された[121]。
- 9月12日 - 京都大学や海洋研究開発機構による研究で、今年1月に発生したフンガ・トンガの大規模噴火で、85年前に提唱されていた「ペケリス波」と呼ばれる特殊な大気波動の実在が確認された[122]。

- 9月16日 - 京都大学の観測システムが木星における今世紀最大の火球を観測していたことが明らかとなった[123]。
- 9月19日 - 香港大学などの研究で、地球上のアリは少なくとも2京匹と推定されるとの分析が発表された[124][125]。
- 9月27日 - NASAの探査機DARTの衝突による、小惑星の軌道変更実験が日本時間のこの日に実施された[126]。
- 9月28日
  - スーパーコンピュータを利用して将来の大陸形成をモデル化したカーティン大学と北京大学の研究で、今後2～3億年以内に太平洋が閉じ、アメイジア大陸が新たに形成されると予測した結果を発表した[127]。
  - 製薬会社のエーザイが、脳内のアミロイドβの沈着を抑制する効果が期待される、アルツハイマー病の治療薬として開発中のレカネマブについて、有意に進行抑制効果が確認されたと発表した[128]。

### 10月
- 10月5日 - ケンブリッジ大学などの研究で、おおよそ4000人の出生に1回と推定される頻度で、ミトコンドリアDNAが現在も細胞核内のDNAに移行していることが分かった[129][130]。
- 10月20日 - デンマーク工科大学（英語版）などの研究チームが、単一のレーザーとチップのみを用いて毎秒1ペタビットを超えるデータ転送速度を達成したと報告した[131]。
- 10月21日 - JAXAの小惑星探査機はやぶさ2が地球に持ち帰ったリュウグウの試料を研究していた九州大学などのチームが、小惑星由来のガス成分を確認したと発表した[132][133]。
- 10月24日 - グラスゴー大学の研究で、A型インフルエンザウイルスとRSウイルスの重複感染で形成されるハイブリッドウイルス粒子(Hybrid viral particles)が報告された[134][135]。
- 10月28日 - 物質・材料研究機構が、大規模な三次元解析手法により未知であった金属疲労の中期の成長メカニズムを解明し、初期と同様に結晶内のすべり面に沿って亀裂が進むことを明らかにしたと発表された[136]。

### 11月
- 11月3日~18日 – 第27回気候変動枠組条約締約国会議（COP27）がエジプトのシャルム・エル・シェイクで開催された[137]。
- 11月4日 - 地球からおよそ1560光年の位置にある最も近いブラックホールを含む連星系「Gaia BH1」の発見が報告された[138]。
- 11月8日 - 2022年11月8日の月食。皆既中に天王星食が発生するという非常に珍しい天体現象が観測された[139]。

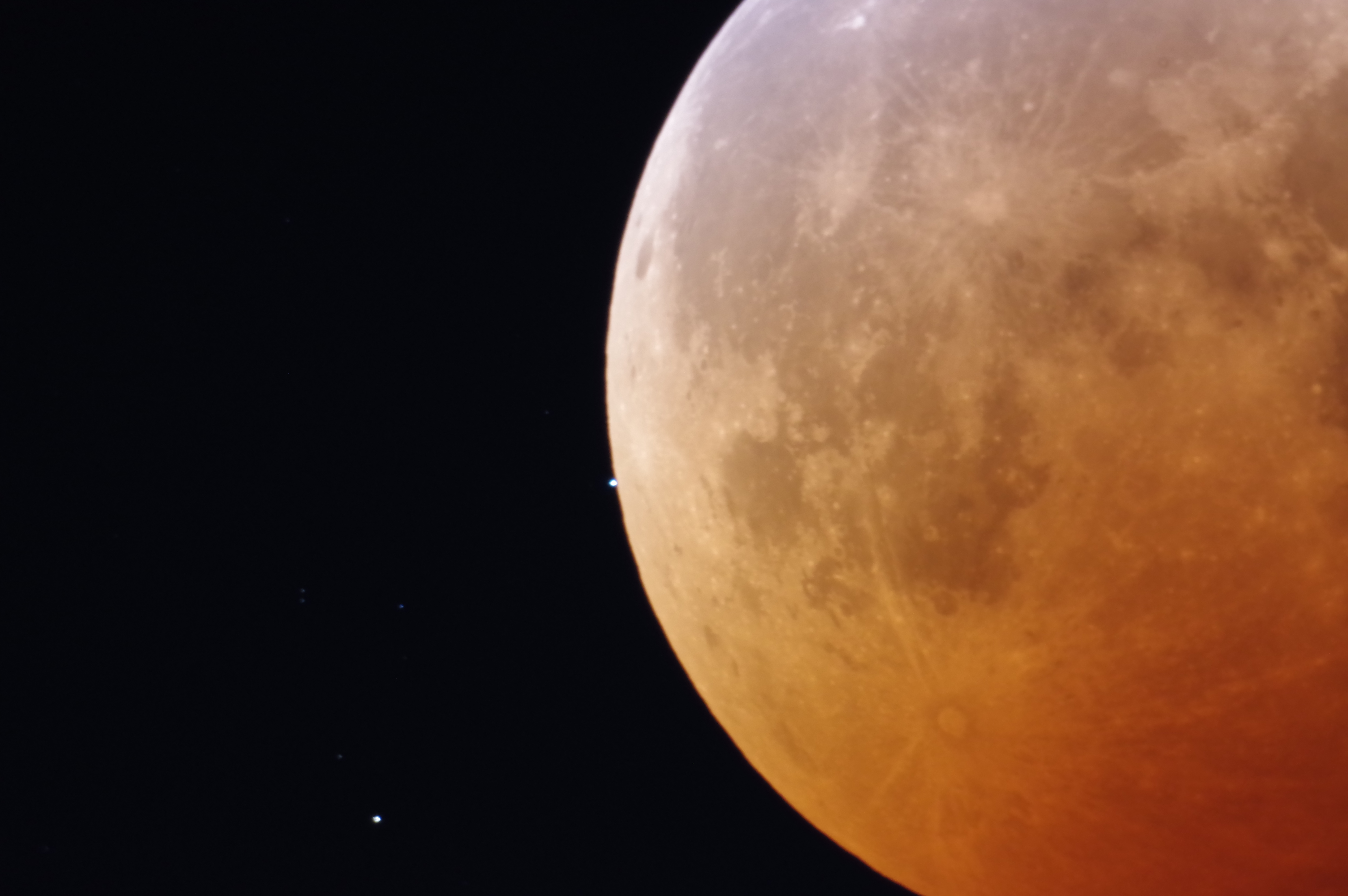
11月8日：月食が東アジアや北アメリカなどの太平洋沿岸地域で広く観測された。画像は日本の岐阜県で観測された皆既食中の月に隠される直前の天王星。

- 11月9日 - 京都大学や華南理工大学の研究チームが、従来に比べて100倍以上の効率で水と重水の分離が可能な多孔性材料の開発に成功したと報告した[140][141]。
- 11月16日 - アポロ計画以来となる有人月探査を目指す「アルテミス計画」で、試験飛行を行う無人船を載せたアルテミス1号がこの日、ケネディ宇宙センターから打ち上げられた[142]。
- 11月17日 - 理化学研究所や東京工業大学などの研究チームが、安定な23Naよりも16個もの中性子を持った超中性子過剰な同位体39Naを生成し観測することに成功したと報告した[143]。
- 11月18日 - 国際度量衡総会で、SI接頭語に1030を表す「クエタ」や1027を表す「ロナ」、10−27を表す「ロント」、10−30を表す「クエクト」の4つを新たに加えることが決定された[144]。
- 11月19日 - 小惑星2022 WJ1が地球衝突前に発見された。小惑星が地球に衝突する事前に発見されたのは同年3月の例に続いて6例目[145]。
- 11月21日 - パプアニューギニアで1882年以来絶滅したと思われていたゴクラクバトが140年ぶりに発見された[146]。
- 11月29日 - ソマリアに落下したエル・アリ隕石から、エルアリ石（英語版）とエルキンズタントン石（英語版）という2つの新種の鉱物が発見された[147]。
- 11月30日 - OpenAI社が、言語モデルのGPT-3.5を基に構築された人工知能チャットボット「ChatGPT」を発表した[148]。

### 12月
- 12月2日 - 絶対零度に近い超低温でも非常に高い強度をもつクロム、コバルト、ニッケルなどからなる合金が開発され、『サイエンス』誌に報告された[149]。
- 12月5日 -  南アフリカ共和国で2027年の観測開始を目指す巨大電波望遠鏡「スクエア・キロメートル・アレイ」の建設が始まった[150]。
- 12月13日 - ローレンス・リバモア国立研究所で行われたレーザー核融合の実験で、投入したレーザーのエネルギー2.05MJに対しておよそ1.5倍の3.15MJのエネルギーが生み出され、直接的なエネルギー収支を純増させることに成功したとアメリカ合衆国エネルギー省が発表した。ただし、レーザーを発生させるのにはおよそ300MJのエネルギーが必要であり、実用化には数十年かかるとの見通しも発表された[151][152][153]。

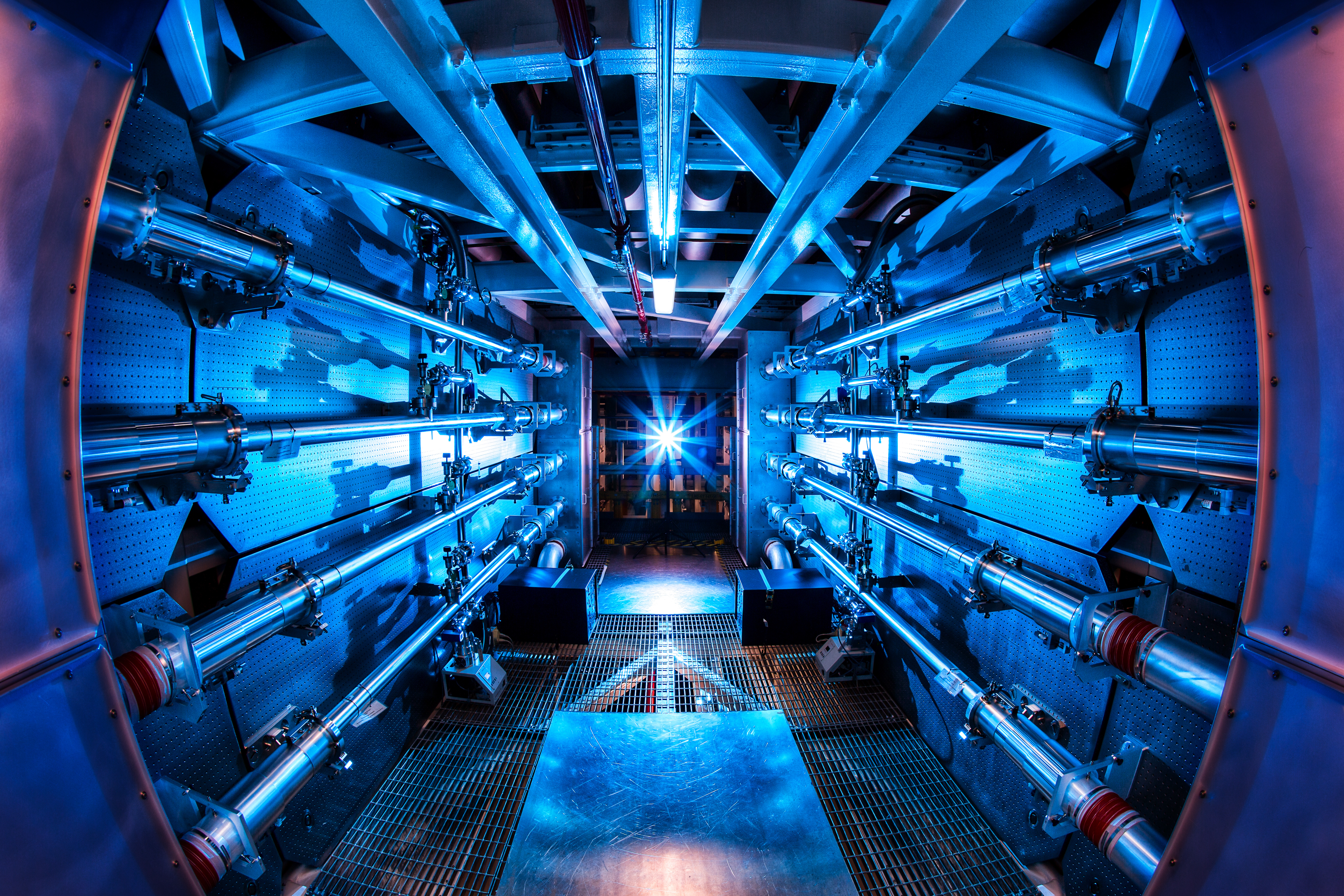
12月13日：核融合実験で初めてエネルギーの純増に成功したと発表された。

- 12月16日 - 米科学誌『サイエンス』は今年のブレークスルー・オブ・ザ・イヤー（下記）を発表した[154]。
- 12月27日 - ネブラスカ大学リンカーン校などの研究で、ハルテリアと呼ばれる繊毛虫の一種がウイルスを食べて繁殖していることが明らかになったと報告された[155]。

| No. | 今年の10大科学業績                                             |
| --- | -------------------------------------------------------------- |
| 1   | ジェイムズ・ウェッブ宇宙望遠鏡                                 |
| 2   | 多年生イネの品種の開発                                         |
| 3   | 画像生成などの創造的なAIの登場                                 |
| 4   | 一般的な5000倍の大きさの巨大な細菌の発見                       |
| 5   | RSウイルスワクチンの開発の進展                                 |
| 6   | 多発性硬化症を引き起こす可能性のあるウイルスの同定             |
| 7   | 気候変動対策を盛り込んだ米国におけるインフレ抑制法の成立       |
| 8   | 中世の黒死病がヨーロッパ人の免疫遺伝子を変異させた可能性の報告 |
| 9   | 小惑星に衝突してその軌道を変更させるNASAのDARTミッションが成功 |
| 10  | 環境DNAから200万年前のグリーンランドの生態系を解明             |

## 受賞
- アーベル賞 - デニス・サリヴァン
- チューリング賞 - ロバート・メトカーフ
- フィールズ賞 - ユーゴー・デュミニル＝コパン、許埈珥、ジェームズ・メイナード、マリナ・ヴィヤゾフスカ
- チャーン賞 - バリー・メイザー
- ラスカー賞
  - 基礎医学研究賞 - リチャード・ハインズ、エルキ・ルースラーティ、ティモシー・スプリンガー（英語版）
  - 臨床医学研究賞 - 盧煜明
- ガードナー国際賞 - ステュアート・オーキン、ジョン・E・ディック、Pieter Cullis、ドリュー・ワイスマン、カリコー・カタリン
- ウルフ賞
  - ウルフ賞物理学部門 - ポール・コーカム、アンヌ・リュイリエ、フェレンツ・クラウス
  - ウルフ賞数学部門 - ジョージ・ルスティック
  - ウルフ賞化学部門 - ボニー・バスラー、キャロライン・ベルトッツィ、Benjamin F. Cravatt
  - ウルフ賞医学部門 - 受賞者なし
- 京都賞
  - 京都賞基礎科学部門 - ブライアン・グレンフェル（英語版）
  - 京都賞先端技術部門 - カーバー・ミード
- クラリベイト引用栄誉賞
  - 物理学 - イマヌエル・ブロッホ、スティーヴン・クウェイク、谷口尚、渡邊賢司
  - 化学 - 鮑哲南、ボニー・バスラー、エヴェレット・ピーター・グリーンバーグ（英語版）、Daniel G. Nocera
  - 生理学・医学 - 長谷川成人、Virginia Man-Yee Lee、メアリー＝クレア・キング、ステュアート・オーキン
- ショウ賞
  - 天文学 - レンナート・リンデグレン（英語版）、マイケル・ペリーマン（英語版）
  - 生命科学および医学 - ポール・ネグレスク（英語版）、マイケル・Ｊ・ウェルシュ（英語版）
  - 数学 - ノガ・アロン、エウド・フルショフスキー
- ブレイクスルー賞
  - 基礎物理学ブレイクスルー賞 - 香取秀俊、葉軍（英語版）
  - 生命科学ブレイクスルー賞 - ジェフリー・ケリー、カリコー・カタリン、ドリュー・ワイスマン、シャンカー・バラスブラマニアン、David Klenerman、Pascal Mayer
  - 数学ブレイクスルー賞 - 望月拓郎
- ノーベル賞
  - 物理学賞 - アラン・アスペ、ジョン・クラウザー、アントン・ツァイリンガー
  - 化学賞 - キャロライン・ベルトッツィ、モーテン・P・メルダル、バリー・シャープレス
  - 生理学・医学賞 - スバンテ・ペーボ

## 死去
カッコ内は生誕年である。
- 1月2日 - エリック・エルスト、ベルギーの天文学者（* 1936年）
- 1月3日 - ベアトリス・ミンツ（英語版）、アメリカ合衆国の発生学者（* 1921年）
- 1月18日 - デイヴィッド・コックス、イギリスの統計学者（* 1924年）
- 2月8日 - リュック・モンタニエ、フランスのウイルス学者、ノーベル生理学・医学賞受賞者（* 1932年）
- 2月10日 - サレハ・アジーリー（英語版）、クウェートの天文学者（* 1920年）
- 3月9日 - 豊島久真男、日本の医学者（* 1930年）
- 3月11日 - 近藤淳、日本の物理学者（* 1930年）
- 3月14日 - スティーヴン・ウィルハイト、アメリカ合衆国の計算機科学者（* 1948年）
- 3月15日 - ユージン・ニューマン・パーカー、アメリカの宇宙物理学者、太陽物理学者（* 1927年）
- 3月27日 - ジェームズ・ヴォーペル（英語版）、アメリカ合衆国の科学者、老年学者（* 1945年）
- 4月1日 - 辻二郎、日本の化学者（* 1927年）
- 4月5日 - シドニー・アルトマン、カナダの分子生物学者、ノーベル化学賞受賞者（* 1939年）
- 4月6日 - タダオ・タカハシ（英語版）、ブラジルのコンピュータ科学者（* 1950年?）
- 4月29日 - デヴィッド・エヴァンス、アメリカ合衆国の化学者（* 1941年）
- 5月9日 - ジョン・ヘンリー・コーツ、オーストラリアの数学者（* 1945年）
- 5月13日 - ベン・ロイ・モッテルソン、アメリカ出身のデンマークの理論物理学者、ノーベル物理学賞受賞者（* 1926年）
- 6月18日 - アレクセイ・パクシン（英語版）、ロシアの数学者（* 1942年）
- 6月26日 - 加藤誠、日本の地質学者（* 1932年）
- 6月27日 - コリン・ブレイクモア（英語版）、イギリスの生理学者（* 1944年）
- 7月3日 - ロバート・カール、アメリカ合衆国の化学者、ノーベル化学賞受賞者（* 1933年）
- 7月5日 - 李鎬汪、大韓民国のウイルス学者（* 1928年）
- 7月26日 - ジェームズ・ラブロック、イギリスの科学者、未来学者（* 1919年）
- 7月29日 - ユリス・ハルトマニス、ラトビア出身のアメリカ合衆国の計算機科学者、チューリング賞受賞者（* 1928年）
- 8月3日 - レイモンド・ダマディアン、アメリカ合衆国の医学者、核磁気共鳴画像法の発明者（* 1936年）
- 8月5日 - ジャン＝ジャック・カシマン（英語版）、ベルギーの遺伝学者（* 1943年）
- 8月8日 - 中井久夫、日本の医学者、精神科医（* 1934年）
- 8月9日 - ドナルド・マックホルツ、アメリカ合衆国の天文学者（* 1952年）
- 8月23日 - レフ・ピタエフスキー、ロシアの理論物理学者（* 1933年）
- 8月28日 - 常脇恒一郎、日本の遺伝学者（* 1930年）
- 9月2日 - フランク・ドレイク、アメリカ合衆国の天文学者、天体物理学者（* 1930年）
- 9月17日 - マーテン・シュミット、オランダ出身のアメリカ合衆国の天文学者（* 1929年）

- 9月19日 - ヴァーノン・ドヴォラック（英語版）、アメリカ合衆国の気象学者（* 1922年）

- 9月21日 - ローランド・ブリルシュ（英語版）、ドイツの数学者（* 1932年）

- 10月8日 - 古市泰宏、日本の分子生物学者（* 1940年）

- 10月12日 - ラルフ・ピアソン（英語版）、アメリカ合衆国の化学者（* 1919年）
- 10月2日 - ヴォルフガング・ハーケン、ドイツ出身のアメリカ合衆国の数学者（* 1928年）
- 11月3日 - 川﨑昭一郎、日本の物理学者（* 1932年）
- 11月7日 - イ・ビョンホ（英語版）、大韓民国のコンピュータ科学者（* 1964年）
- 11月8日 - モーリス・カルノー、アメリカ合衆国の物理学者、数学者（* 1924年）
- 11月17日 - フレデリック・ブルックス、アメリカ合衆国の計算機科学者、ソフトウェア開発者（* 1931年）
- 11月11日 - 青木淳一、日本の動物学者（* 1935年）
- 12月14日 - 丸本卓哉、日本の土壌微生物学者（* 1942年）